# Phường 14, Quận 4
Phường 14 là một phường cũ thuộc Quận 4, Thành phố Hồ Chí Minh, Việt Nam.
Phường 14 có diện tích 0,17 km², dân số năm 2021 là 15.096 người,  mật độ dân số đạt 88.800 người/km².
Đến ngày 1 tháng 1 năm 2025, phường 14 chính thức bị giải thể và sáp nhập vào phường 15 thuộc Quận 4.